# IAR-818
Die IAR-818 ist ein rumänisches Mehrzweckflugzeug.

## Entwicklung
Die IAR-818 wurde von Radu Manicatide im ICRMA-Werk in Bukarest-Băneasa als Weiterentwicklung des Fracht- und Sanitätsflugzeugs IAR-817 von 1955 konstruiert. Sie unterscheidet sich von dieser durch das stärkere Triebwerk und den an den Außenflügeln befindlichen Endscheiben, ähnlich denen der polnischen PZL-101, während die IAR-817 abgerundete Flächen besitzt. Der Erstflug fand 1960 statt. Anschließend wurde der Typ für den Serienbau freigegeben und es wurde eine nicht näher bekannte Anzahl produziert.
Das Muster war für den Betrieb auf unbefestigten Flächen vorgesehen und die Konstruktion wurde deswegen entsprechend robust ausgeführt. Es hatte dank des hoch angesetzten Leitwerksträgers, der den Zugang vom Heck sehr erleichterte, einen ausgesprochenen Mehrzweckcharakter. Durch schnellen Wechsel der Innenausstattung konnte das Flugzeug als Fracht-, Überwachungs-, Luftbild-, Verbindungs- und Kurier- bzw. Postflugzeug eingesetzt werden. In der Sanitätsversion konnte es auf einer Trage einen liegenden Patienten und einen weiteren in sitzender Position bzw. alternativ eine Betreuungsperson befördern. Als Agrarflugzeug wurde die IAR-818 statt der hinteren Sitze mit einem 300-kg-Chemikalienbehälter ausgestattet. In dieser Konfiguration betrug die maximale Startmasse bis zu 1300 kg. Auch als Absetzflugzeug für Fallschirmspringer und für den Segelflugzeugschlepp war das Muster geeignet.
1965 erschien noch das mit zwei einstufigen Schwimmern versehene Wasserflugzeug IAR-818H.

## Aufbau
Die IAR-818 ist ein freitragender Hochdecker in Gemischtbauweise. Der Rumpf wird aus einem Stahlrohrgerüst mit Duraluminiumbeplankung gebildet. Zustiegstüren befinden sich auf beiden Rumpfseiten, im Heck und im Rumpfboden. An die Kabine schließt sich der extrem dünn gehaltene und hoch angesetzte Leitwerksträger an. Der Tragflügel besteht aus einem mit Sperrholz beplankten Holzgerüst. Das Leitwerk aus Stahlrohr ist in Normalbauweise ausgeführt, die Höhenflosse ist mit V-Streben zum Rumpf hin abgestützt. Das Bugradfahrwerk ist starr, einrädrig und mit Niederdruckreifen für den Einsatz auf unbefestigten Plätzen ausgerüstet. Die Räder können gegen Skier oder Schwimmer ausgetauscht werden.

## Technische Daten
| Kenngröße               | Daten |
| ----------------------- | --- |
| Besatzung/Passagiere    | 1/3 |
| Spannweite              | 12,10 m |
| Länge                   | 9,97 m |
| Höhe                    | 3,30 m |
| Flügelfläche            | 25,40 m² |
| Leistungsbelastung      | 5,62 kg/PS |
| Leermasse               | 825 kg |
| Nutzlast                | 475 kg |
| Startmasse              | 1180 kg 1300 mit landwirtschaftlicher Ausrüstung                                                                                       |
| Antrieb                 | ein luftgekühlter Sechszylinder-Viertakt-Reihenmotor Avia M 337 mit zweiblättriger starrer Holz- oder verstellbarer Metallluftschraube |
| Leistung                | Startleistung 210 PS (154 kW) mit Kompressor Nennleistung 170 PS (125 kW) ohne Kompressor                                              |
| Höchstgeschwindigkeit   | 185 km/h |
| Reisegeschwindigkeit    | maximal 165 km/h wirtschaftlich 145 km/h                                                                                               |
| Mindestgeschwindigkeit  | 60 km/h |
| Steigleistung           | 4,00 m/s |
| Start-/Landerollstrecke | 80 m/35 m |
| Dienstgipfelhöhe        | 4000 m |
| Reichweite              | maximal 900 km 250 km mit maximaler Nutzlast                                                                                           |